# Baidoceracris
Baidoceracris is een geslacht van rechtvleugeligen uit de familie veldsprinkhanen (Acrididae). De wetenschappelijke naam van dit geslacht is voor het eerst geldig gepubliceerd in 1947 door Lucien Chopard.

## Soorten
Het geslacht Baidoceracris  is monotypisch en omvat slechts de volgende soort:
- Baidoceracris zolotarevskyi (Chopard, 1947)